# 林採民
林採民（1990年11月18日—），韩国足球运动员，司职中后卫。
林採民读高中时，曾在2007年代表首尔儆新高等學校参加白鹿旗全国高等学校蹴球大会，那时他的位置是前锋。高中毕业后，他进入岭南大学就读，在金炳秀教练的指导下继续踢球。大学毕业之后，他在2012年12月7日以自由球员身份签约城南FC，成为职业足球运动员。2013年5月19日对阵慶南足球俱樂部的比赛中，林採民首次出场亮相。这年7月3日，对阵全北现代的比赛中，他打入了自己的第一粒职业比赛入球。
2014年8月25日，林採民被召入韩国国家足球队，备战与乌拉圭国家足球队、委内瑞拉国家足球队的友谊赛。9月5日客场与委内瑞拉的比赛中，他踢了半场比赛，这是他第一次代表韩国国家队出场。